# Східна фракція
Східна фракція (кор. 東人, 동인, тон'ін, «східняки») — одна з чиновницьких фракцій у корейській державі Чосон, що існувала з 1575 по 1591 роки.

## Короткі відомості
Східна фракція походила від фракції сарім, що складалася з дрібних і середніх землевласників і чиновників нової формації, які перебували в опозиції до великих землевласників і чиновників старої формації.
У 1567 році фракція сарім спромоглася сформувати уряд завдяки сходженню на трон молодого вана Сонджо, проте у 1575 році всередині фракції розгорілася боротьба за посади між її лідерами: Сім Ийгьомом і Кім Хьовоном. Останній жив у східній частині столиці, тому його і членів його групи стали називати «Східною фракцією». Суперечка за посади розгорнулася у суперечку щодо тлумачення неоконфуціанського канону. Члени Східної фракції підтримували теорію Лі Хвана, за якою в основі всесвіту, що базувався на двох началах: енергії ці і раціональності лі, визначальною була лі. Їхні опоненти, що називали себе Західною фракцією наполягали на визначальності ці.
Через загострення боротьби у фракції сарім, голова Відомства інспекторів Лі І звільнив Кіма і Сіма з посад і делегував зі столиці в провінцію. Проте після смерті Лі І у 1584 році суперечки між Східною і Західною фракціями спалахнула знову. Урядом керували представники першої, допоки у 1589 році не стався інцидент довкола Чона Йоріма, який перейшов від західників до східняків і був звинувачений у антидержавному заколоті. Проти Східної фракції розгорнулися репресії, а керування урядом перейшло до рук Західної фракції.
Політична вага Східної фракції була відновлена у 1591 році, після прорахунку західників у питанні престолонаслідника. Східняки сформували новий уряд і розпочали репресії проти представників Західної фракції. Ці репресії були неоднозначно сприйняти всередині Східної фракції і спричинили її розкол на Південну і Північну.